# Peder Mørk Mønsted

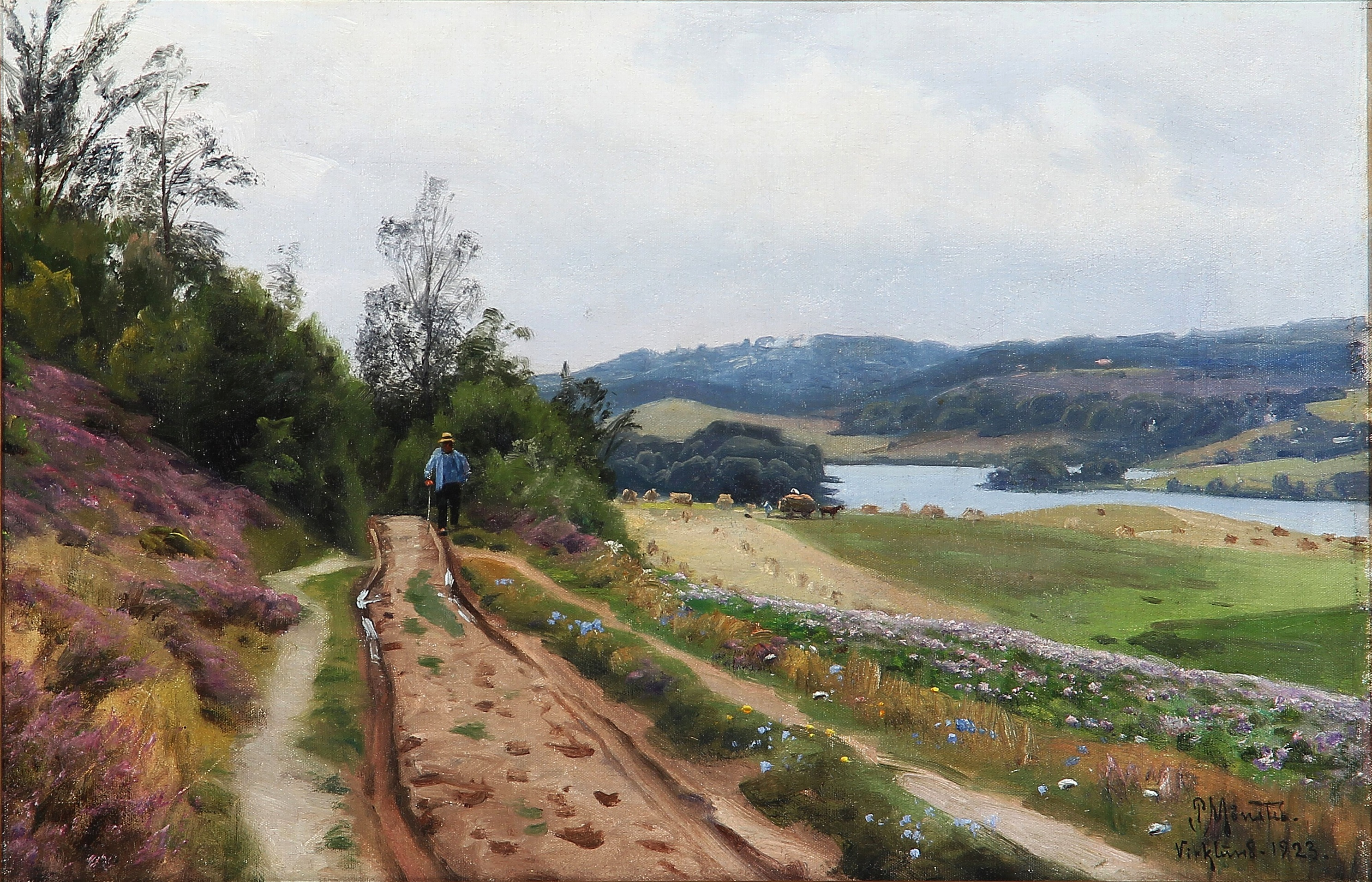
Peder Mønsted, Sommerweg bei Virklund, 1923, Öl/Lw

Peder Mørk Mønsted, teilweise auch gelistet als Peder Mork Mönsted, (* 10. Dezember 1859 in Grenaa; † 20. Juni 1941 in Fredensborg) war ein dänischer Landschaftsmaler. Berühmt wurde er vor allem durch seine fotorealistischen und detailgenauen Darstellungen von Fluss- und Schneelandschaften. In der Kunstgeschichte gilt er daher als einer der bedeutendsten internationalen Landschaftsmaler um die Jahrhundertwende zum 20. Jahrhundert.

## Künstlerischer Werdegang
Peder Mønsted war der Sohn des wohlhabenden Schiffsbauers Otto Christian Mønsted und seiner Frau Thora Johanne Petrea Jorgensen in Ostjütland. Er hatte einen älteren Bruder namens Niels. Peder Mønsted erhielt schon als Junge Malunterricht an der Kronprinz Ferdinand Zeichenschule in Aarhus bei Andreas Fritz und studierte von 1875 bis 1878 an der Kunstakademie Kopenhagen bei Julius Exner. Schon während seiner Studienzeit beeinflussten ihn die Werke von Christen Købke und Peter Christian Skovgaard, einem Maler der Romantik und einer Hauptfigur des Goldenen Zeitalters der Dänischen Malerei. Im Jahre 1878 verließ Mønsted die Akademie, um bei Peder Severin Krøyer zu lernen. Krøyer war einer der bekanntesten Skagen-Maler, einer dänischen, in Skagen ansässigen Künstlergemeinschaft.
Im Jahre 1882 reiste Peder Mønsted über Deutschland nach Rom und Capri, wo ihn das mediterrane Licht, die Helligkeit des Sonnenlichts und das Leuchten der Farben beeindruckte. Nach einem finanziellen Engpass in der Schweiz konnte er durch den Verkauf einiger Werke seine Reise nach Paris fortsetzen. Dort arbeitete er bis 1883 im Atelier von William Adolphe Bouguereau, dem populären Pompier-Maler, der später auch Lehrer von Henri Matisse werden sollte. Bei ihm lernte Mønsted vor allem einen freieren Umgang mit dem Pinsel, was zu einem leichteren und lebendigeren Charakter seiner Werke führte.

Als Mønsted wieder in Kopenhagen war, setzte er seine Lehrzeit einige Monate in der Freien Studienschule fort, die als Studiumsergänzung angeboten wurde. Durch die Vermittlung von Krøyer bekam er die Möglichkeit, in den Räumen der Kunstnerforening af 18. November auszustellen, dem ersten Kunstverein Dänemarks. 

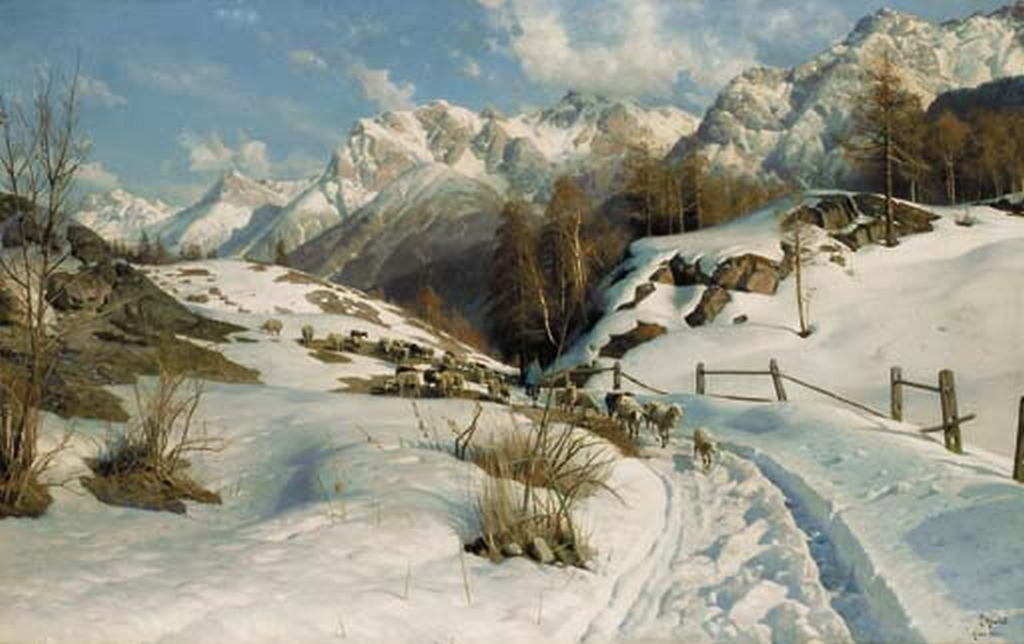
Peder Mønsted, Schneelandschaft, 1921, Öl auf Leinwand

In den folgenden Jahren reist Mønsted fast ununterbrochen: In Italien besuchte er unter anderem Rom, Venedig, den Gardasee und Ravello, in Frankreich Paris und in Monaco Monte Carlo. In der Schweiz hielt er sich mehrmals im Winter im Engadin auf. Er reiste 1889 nach Algerien. Drei Jahre später ging er nach Griechenland, wo er 1892 ein halbes Jahr Gast der griechischen Königsfamilie war, die er auch porträtierte. In Ägypten malte er die Pyramiden von Gizeh. 1892 besuchte er die andalusische Stadt Cádiz.
Von seinen Reisen brachte Mønsted viele Motive mit, die er im Atelier ausarbeitete und auf den großen internationalen Verkaufsausstellungen anbot. Ab 1874 stellte er regelmäßig in Kopenhagen aus, aber auch in Lübeck und Paris. Bereits vor 1900 war er in Deutschland bekannt für seine stimmungsbetonten Landschaftsdarstellungen, die er auf den großen Kunstausstellungen in Berlin und im Münchener Glaspalast präsentierte. Beim Publikum in München, wo er regelmäßig ausstellte, hatte er großen Erfolg. Selbst die eher routinemäßigen Arbeiten ließen sich dort gut verkaufen.

## Werk
Schon früh legte sich Mønsted auf die Landschaftsmalerei fest, wobei es immer wieder einige Porträts und Genreszenen Einzug in sein Œuvre fanden. Stark beeinflusst von seinen dänischen Lehrern und der Tradition der guldalder-Künstlern malte er vor allem die Landschaften seiner Heimat. Als er 1882/83 in Paris Schüler von Bouguereau war, verfeinerte er vor allem seine Maltechnik. Interessanterweise kannte und beschäftigte er sich auch mit dem französischen Impressionismus, doch blieb er der naturalistischen Malweise treu. Ganz kann er jedoch nicht diese Richtung zugeordnet werden, da zwar einerseits seine Werke von einer hohen Momenthaftigkeit beeinflusst sind, sie jedoch nie unangenehm wirken, so dass von einer leichten Idealisierung ausgegangen werden kann.
Mønsted fertigte seine Werke mit Hilfe von Zeichnungen und Ölskizzen in der Natur an. Es ist sehr wahrscheinlich, dass er auch Fotografien als Hilfsmittel benutzte, wie es seine Lehrer schon taten. Dafür spricht vor allem die naturalistische Detailtreue.

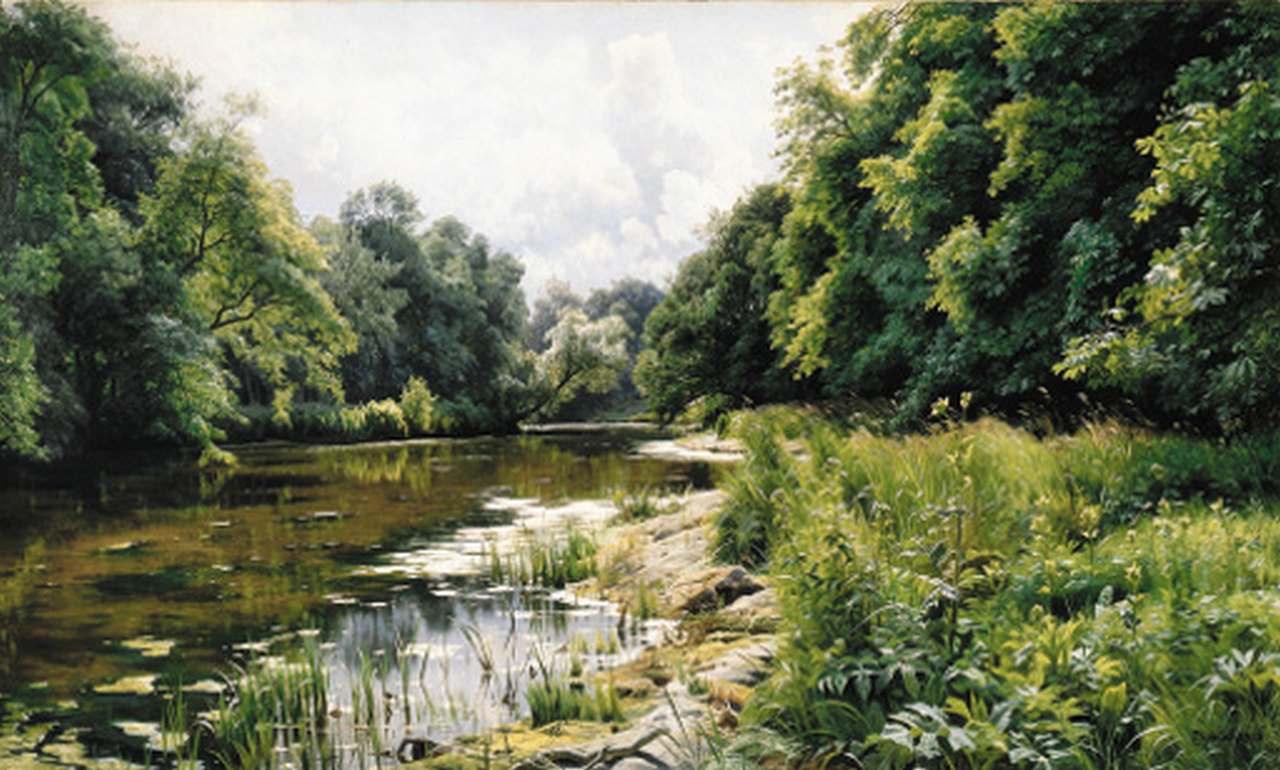
Peder Mønsted, Waldfluss, Öl auf Leinwand

Mit der Wiederentdeckung der skandinavischen Malerei in den letzten Jahrzehnten des 20. Jahrhunderts rückten auch Peder Mønsteds Bilder wieder stärker in den Blickpunkt internationalen Sammlerinteresses. Mønsteds Bilder wurden 1995 auf der Ausstellung „Licht des Nordens“ in Frankfurt am Main und Stockholm gezeigt. Seine Werke sind in Privatsammlungen auf der ganzen Welt verstreut, was auch daran liegt, dass er in seinem langen Leben bis zuletzt äußerst produktiv war und mehrere tausend Gemälde geschaffen hat. Besonders beliebt sind seine Werke bis heute bei englischen und amerikanischen Sammlern. Ein Rekordergebnis für eine seiner Flusslandschaften wurde aber zuletzt in einer deutschen Auktion erzielt: Im Dezember 2021 versteigerte Robert Ketterer in München ein Gemälde von Mønsted für 275.000 €.

### Motivgestaltung
Trotz der vielen Reisen widmete sich Mønsted immer wieder der dänischen und skandinavischen Landschaft, die er meist völlig unberührt und menschenleer darstellte. Dabei war die Kombination von Wald- und Flusslandschaft sein bevorzugtes Motiv. Oft beobachtete er die Landschaften vom Wasser aus. Die freie Sicht auf das umliegende Land ermöglichte ihm die Darstellung weitläufiger und atmosphärischer Kompositionen.
Schon Mønsteds Zeitgenossen waren von der atmosphärischen Dichte seiner Bilder fasziniert und mehr noch von den frappierend genau eingefangenen Licht- und Glanzeffekten, mit denen er immer wieder ruhende Wasseroberflächen malte, in denen sich Bäume, Wolken und Vögel spiegelten, aber auch Eiskristalle und Schneeoberflächen, die er in fotorealistischer Präzision auf die Leinwand bannte.
Während die großen avantgardistischen Aufbrüche zu Ende des 19. und Beginn des 20. Jahrhunderts, vom Impressionismus bis zum Expressionismus und Kubismus, die Kunst weit wegführten von der naturalistischen Wiedergabe der Natur und in Genauigkeit und Abbild gar keinen Sinn mehr sahen, schlug der dänische Einzelgänger Peder Mønsted genau den umgekehrten Weg ein und perfektionierte seine Malweise zu einer Illusionskunst, bei der viele Gemälde aus der Entfernung gar nicht von Fotografien zu unterscheiden sind.

## Reise- und Aufenthaltsorte
- Aarhus, Dänemark (1877)
- Aalborg, Dänemark (1880)
- Hammershus, Dänemark (1881)
- Bornholm, Dänemark (1882)
- Kalhullet, Dänemark (1882)
- Capri, Italien (1883)
- Vierwaldstättersee, Schweiz (1883, 1884)
- Tivoli, Italien (1884)
- Taormina, Sizilien, Italien (1885)
- Ätna, Italien (1885)
- Lyngby sö, Dänemark (1886)
- Goletta, Italien (1886)
- Tunis, Tunesien (1886)
- Kairo, Egypten (1886)
- Lausanne, Schweiz (1887)
- Bouveret, Schweiz (1887)
- Südfrankreich (1887)
- Algier, Algerien (1889)
- Athen, Griechenland (1892)
- Kronborg, Dänemark (1892)
- Malta (1892)
- Cadiz, Spanien (1892)
- Gibraltar (1892)
- Nordafrika (1893)
- Korsika (1893)
- Norwegen (1893)
- Schloss Sorgenfrei, Deutschland (1898)
- Bordighera, Italien (1902)
- Thorso, Dänemark (1906)
- Menton, Frankreich (1906)
- Amras, Österreich (1906)
- San Remo, Italien (1906)
- Mortola, Italien (1906)
- Cap Martin, Frankreich (1907)
- Gardasee, Italien (1907)
- Monte-Carlo, Monaco (1907)
- Reiff, Italien (1907)
- Torbole, Italien (1908)
- St. Vigil, Österreich (1909)
- Innsbruck, Österreich (1909)
- Luganer See, Italien (1910)
- Kitzbühel, Österreich (1912)
- Norwegen (1916)
- Amalfi (1925)
- Schweden (1925)
- Ravello, Italien (1926)
- Venedig, Italien (1928)